# 明孝陵
明孝陵是明代开国皇帝朱元璋和皇后马氏的合葬陵墓。因皇后諡「孝慈」，故名孝陵。作为中国明陵之首的明孝陵壮观宏伟，代表了明初建筑和石刻艺术的最高成就，影响了明清两代500多年帝王陵寝的形制。依历史进程分布于北京、湖北、辽宁、河北等地的明清皇家陵寝，均按南京明孝陵的规制和模式营建。坐落在南京紫金山独龙阜玩珠峰下，东毗中山陵，南临梅花山。
孝陵是南京最大的帝王陵墓，也是中国古代最大的帝王陵寝之一。2003年7月3日，联合国教科文组织世界遗产委员会第27届会议，入选世界文化遗产。其周边的常遇春墓、仇成墓、吴良墓、吴祯墓、徐达墓及李文忠墓6座功臣墓也同时被划入世界遗产保护范围。

## 建筑布局
明孝陵选址在紫金山独龙阜玩珠峰，洪武十四年（1381年）动工，于洪武十六年（1383年）完成了陵墓的享殿等主体工程，先后调用军工10万，至永乐三年（1405年）建成，历时25年。其总体布局分两部分：一是神道，二是陵宫，即享殿、宝城等陵寝主体建筑。陵园纵深2.62公里，当年围绕的红墙周长四十五里，辟大金门、王门、西红门、后红门、东西黑门。
明孝陵地面木结构建筑大多毁于1853年清军与太平天国之战，现仅存下马坊、禁约碑、大金门、石像生、碑亭、文武方门、享殿门台基、享殿台基、内红门、方城明楼及宝城墙体等砖石建筑。明孝陵布局宏雄，规制严谨，影响了明清两代的皇陵建筑。

### 神道
谒陵路线起自南京皇城之东的朝阳门（中山门），至卫岗有下马坊，下马坊内即为明孝陵的神道。不呈直线，而是环绕建有三国時代孙权陵墓的梅花山形成一个弯曲的形状。由下马坊至文武方门的神道长达2400米。沿神道依次有：下马坊、禁约碑、大金门、神功圣德碑碑亭、御桥、石像路、石望柱、武将、文臣、棂星门。

#### 下马坊
下马坊即孝陵神道入口，坐西朝东，为一座二间柱头冲天式石牌坊，额枋上刻「诸司官员下马」六个楷书大字，谒陵的文武官员，到此必须下马步行。坊前有嘉靖十年所立石碑，上有明世宗手书“神烈山”三字，旁有崇祯十四年所立卧碑，上书孝陵禁约。

#### 大金门
大金门在下马坊西北数百步，规制同北京明十三陵大红门，为朝祭所经之门，黄瓦单檐庑殿顶（屋顶现已无存），门三道。面阔26.66米，残高4.91米。大金门之西为王门，再西为西红门，为官员谒陵及守陵、修缮人员出入之门。

#### 神功聖德碑
神功聖德碑亭建于明永樂十一年（1413年），建築平面為正方形，故俗稱「四方城」，內置明成祖朱棣為其父朱元璋所立的「大明孝陵神功聖德碑」，碑高6.7米，赑屃高2.08米。

#### 石像生
位于神功聖德碑亭之北，过五孔御河桥，列石像生十二对，自前向后依次为坐狮、立狮、坐獬豸、立獬豸、卧驼、立驼、卧象、立象、坐麒麟、立麒麟、卧马、立马。石兽之后又有望柱一对、武臣二对、文臣二对。再向北为棂星门，为三间两垣式牌楼门，毁于太平天国时期，现修复。

### 陵宫
过棂星门折向东北，便进入陵园的主体部分。这条正对独龙阜的南北轴线上依次有金水桥、文武方门、孝陵门、孝陵殿、内红门、方城明楼、宝顶等建筑。

#### 陵宫门
又称文武方门，黄瓦单檐庑殿顶，中门三道，为拱券顶门；左右掖门各一，为平顶过梁门。毁于太平天国时期，现修复。

#### 享殿门
相当于明十三陵各陵的祾恩门。一层须弥座式台基，东西宽40米，南北深14.6米。清代改为三开间碑殿，並豎立了五座高大的石碑，至今遊客們還能見到其中的三尊。正中有一块大石碑，下有驮碑龟趺。其驮碑龟趺与众不同，脖子出奇地短。清朝康熙皇帝一生中六次南巡，五次拜谒明孝陵，行跪九叩大礼。石碑上书「治隆唐宋」四个金字，是康熙第三次南巡时（1699年）亲笔题书，並由曹雪芹的祖父、當時的「江南織造」郎中曹寅立碑。碑高3.85米，宽1.42米，厚度0.38米。「治隆唐宋」的意思是颂扬明太祖治国方略超过了唐太宗李世民和宋太祖赵匡胤。「治隆唐宋」御碑在太平天国战争时被毁，后由曾国藩扶起粘合，至今碑身上還看得到一道補過的裂痕。原本人们可以从石碑左右二边绕过，而在1980年代以后，整个石碑左右都被水泥所固定，一直到屋顶；所以現在要先从御碑殿出来，才可以看到龟趺的后面。
「治隆唐宋」碑东西有卧碑两块，东边一块刻載康熙第一次谒陵纪事，西边一块刻记康熙帝第三次谒陵情形。

#### 享殿
十一间五进，门匾曰“孝陵殿”。有白石殿陛三重，现存大柱础56个。殿内外墁红黄垩土，殿柱为楠木大柱，并曾有涂金雕龙，中为明太祖及孝慈高皇后神主，殿后为六部。明太宗时所获石龟亦藏于享殿内。由于明朝屡兴大工，大木料逐渐稀缺，因此至万历年间明孝陵享殿经多次维修，已有多根殿柱采用包嵌法，而非整根木料。
孝陵享殿在清初遭受破坏，但主体结构尚保存完好。至咸丰三年（1853年）毁于太平天国兵火。同治四年（1865年）、同治十二年（1873年）曾于原址建小殿三间，光绪二十八年（1902年）两江总督刘坤一再次监督重修。
享殿前东西两庑原有配殿各十五间，进深三间。1999-2000年南京市文物研究所对东配殿考古发掘，实测南北宽66.84米，进深7.3米。东配殿之南有宰牲亭五间，西配殿之南有具服殿五间，院内有东西井亭:74。

#### 内红门
在享殿之北，规制类似于陵宫门，有拱门三券。

#### 明楼

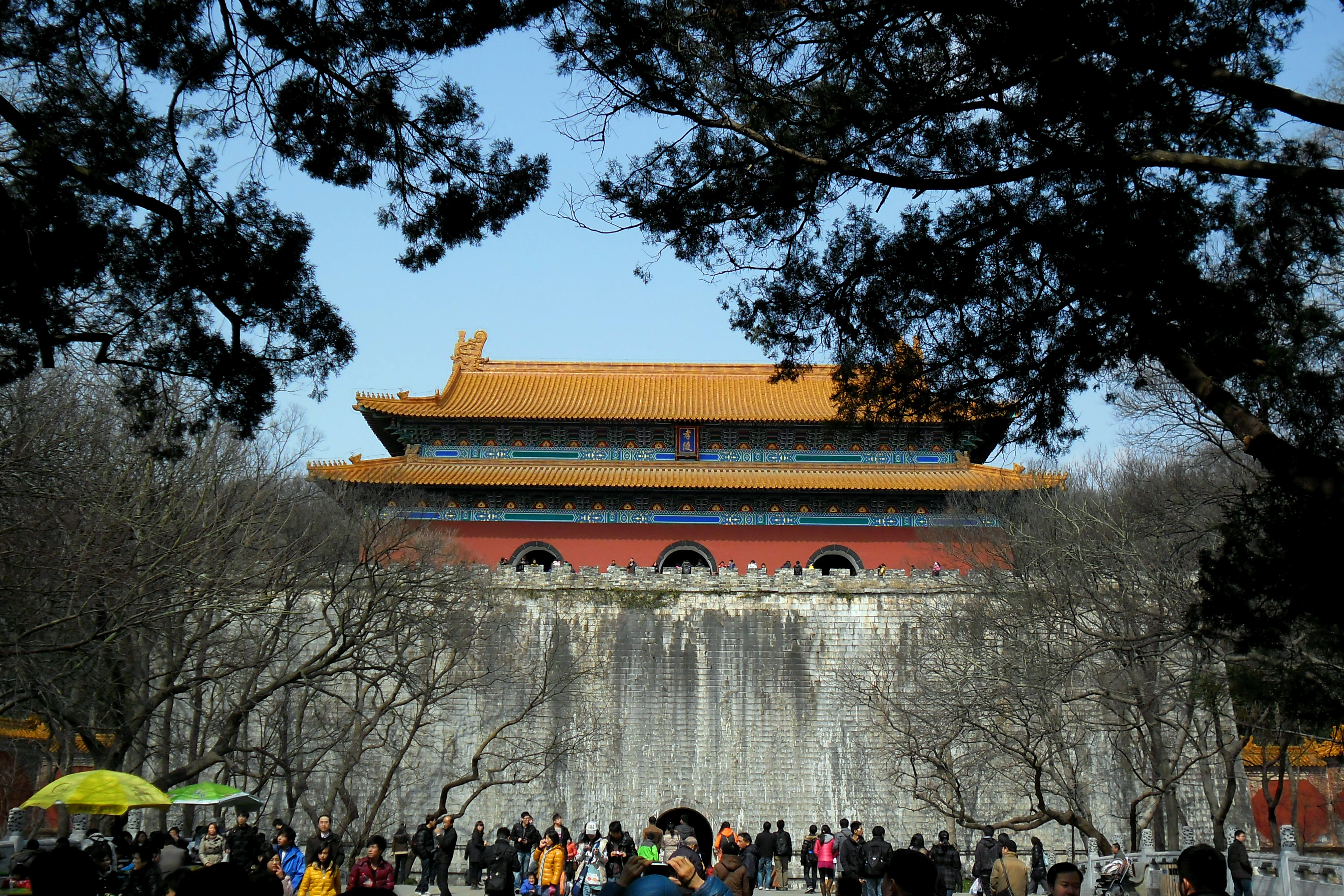
明楼

在内红门以北约200米，明楼前有山涧一道，跨涧建大石桥一道，名“升仙桥”。明楼为长方形城堡式建筑，以石条垒成，下为须弥座，通高16.25米，正中辟一门券，高3.86米。门券内为斜坡隧道，有石阶54级，入宝城之内为一小院（相当于后来明清皇陵的“月牙城”或“哑巴院”），迎面为十三道石条砌成的挡土墙，墙后即为宝顶封土:75。院内有礓磋上达明楼。明楼为砖砌，东西阔39.25米，南北深18.4米，黄琉璃瓦重檐歇山顶，外涂红垩，内涂黄垩。南面辟券门三，东西北各辟券门一。

#### 宝城
方城明楼的后面是朱元璋及皇后马氏合葬的地宫，称「宝城」。宝城厚实坚固，依山势高低起伏，下砌巨石，上用明砖垒筑，厚约1米；在南边石壁上刻有「此山明太祖之墓」七个大字。明太祖玄宫开凿于玩珠峰山体之内，再填以卵石、黄土修筑成近似圆形，直径约400米。上植树木。1998年南京市文物研究所和江苏省地震工程研究院曾经使用无破坏性精密磁测技术（GPM）对宝城进行探测，发现玄宫入口隧道位于明楼东侧，向西北转至宝城中心，长度约120米；明楼之北约100米处发现玄宫迹象，其范围南北90米、东西50米:76。

### 附属建筑
明孝陵所在的紫金山在明代被划为禁区，禁止樵采，设孝陵卫。孝陵附近有懿文太子东陵，山北有功臣陪葬墓。此外明太祖下令在紫金山之阳设漆园、棕园、桐园，以备四时之需。明孝陵在明朝时曾种植松树十万株，放养悬挂银牌的长生鹿千头。

#### 孝陵卫
在朝阳门外，孝陵之南。设于洪武三十一年六月十六日，为亲军卫指挥使司，听南京中军都督府节制。设指挥使一人，指挥同知二人，指挥佥事四人，镇抚司镇抚二人，掌印一人，佥书二人。有士卒五千六百名，分为五个千户所，每所设正千户一员，副千户二员，下辖十个百户所。并设卫学，有教授一人、训导一人。至万历年间，孝陵卫仅存一千八百余人。后来逐渐演变为普通村庄，现为普通街区，附近有南京地铁孝陵卫站。

#### 懿文太子东陵
洪武二十五年建，其址过去有过争议，一说在梅花山之西，一说在孝陵东。现在经过考古发掘的遗迹在孝陵东约60米处，作为明东陵原址陈列。

#### 陪葬妃嫔墓
洪武十五年（1382年）九月，葬入马皇后时，以成穆貴妃、永贵妃、汪貴妃祔葬。这三位贵妃和朱元璋逝世时殉葬的40余位妃嫔的陪葬墓，并无明确记载，亦无考古发现。《现代快报》2011年的报道中，南京大学教授贺云翱指，妃嫔墓应该在明孝陵西侧，今天中山植物园的范围内，“面积比较大，但这个范围内究竟有多少妃子陪葬，当时并没有详细勘察”。1950、60年代，曾在明孝陵西侧发掘一座明代古墓，“从随葬品来看是一位女性，不排除是朱元璋其中一位妃嫔的可能。”贺云翱表示，如搜寻妃嫔墓，可以通过当时的大片建筑遗存来确定。

#### 明功臣墓
明代开国功臣除少数归葬故里外，大都葬于南京近郊，从而与明孝陵、明东陵一同构成了明初帝王陵寝的宏大体系。位于南京的明代开国功臣墓，主要发现于三个地点，即南京东北郊的钟山之阴、北郊幕府山之阳（中央门外）与聚宝门外的南郊丘陵地带（今雨花台附近、江宁）。由于明太祖朱元璋与马皇后合葬的孝陵位于钟山之阳的独龙阜，故位于钟山之阴的明代开国功臣墓，向来都被视为明孝陵的陪葬墓而备受重视:53。
将钟山之阴作为开国功臣陪葬墓区的规划，当始于洪武十三年（1380 年）明孝陵卜建前后，而据考古发现，武臣得以赐葬钟山之阴的宠遇，似止于洪武二十三年。此时正值明太祖朱元璋借胡惟庸党案大肆屠戮韩国公李善长、延安侯唐胜宗、吉安侯陆仲亨、平凉侯费聚、南雄侯赵庸、荥阳侯郑遇春、河南侯陆聚等开国功臣，可见随着朱元璋晚年猜忌心理加深。乃至洪武二十六年（1393 年）蓝玉案的继起，开国功臣入葬钟山之阴的可能性业已荡然无存，明孝陵陪葬制度或亦废止于此际，故洪武二十一年（1388年）下葬的仇成当系明代开国功臣中最晚被礼葬于钟山之阴的公侯:54。
王焕镳《明孝陵志》曾引《康熙江宁府志》与胡祥翰《金陵胜迹志》，统计钟山之阴的孝陵陪葬墓有15座，即中山王徐达墓、开平王常遇春墓、岐阳王李文忠墓、东瓯王汤和墓、江国公吴良墓、海国公吴祯墓、永国公薛显墓、滕国公顾时墓、许国公王志墓、安陆侯吴复墓、营阳侯杨璟墓、燕山侯孙兴祖墓、汝南侯梅思祖墓、静诚先生陈遇墓、太常寺卿吕本墓，但这一记述显然并不准确。至少，汤和、孙兴祖、吴复三人均未葬在南京，而是葬于故乡。而《江南通志》关于卒赠皖国公的安庆侯仇成死后得以“赐葬钟山”的记载，却又为《明孝陵志》等所忽略。通过考古发掘，至少证实常遇春墓、仇成墓、吴良墓、吴祯墓、徐达墓及李文忠墓六座功臣墓的确位于钟山之阴，固属孝陵陪葬墓之列:53。目前，这六座“钟山之阴”墓均有地面建筑——神道碑或石像生留存。而无地面建筑留存的“钟山之阴”墓，如吴良墓、吴祯墓附近、子侄辈的吴忠墓，李文忠墓附近的薛显墓则不被列入。

## 历史沿革

### 明朝
孝陵兴建于洪武初年。洪武九年迁玩珠峰宝公塔，洪武十四年迁灵谷寺。陵寝修建工程从洪武十四年开始，总其工者为中军都督府佥事李新，后因营建孝陵之功封崇山侯。
洪武十五年九月，葬入孝慈皇后，并命名为“孝陵”。以成穆貴妃、永贵妃、汪貴妃祔葬。洪武十六年五月，完成享殿等工程，先后调用军工十万。洪武三十一年葬入明太祖。永乐元年为制孝陵神功圣德碑而开采阳山碑材。至永乐三年（1405年）建成，历时二十五年。
建文初年，定孝陵每年元旦、孟冬、明太祖诞辰、明太祖及孝慈高皇后忌辰时酒果行香；清明、中元、冬至以太牢致祭，是为“五小祭、三大祭”。平时每日进二膳。祭祀由孝陵祠祭署专司其事，南京太常寺主管。主祀者为世袭魏国公。
孝陵岁时祭祀，由宁国府、和州、西安府等地等向牺牲所进献牛犊、北羊、山羊、猪、鹿、兔；南京太常寺支付降香、速香、马牙香、黄蜡等物；上元县、江宁县纳蜡烛、香油、果、椒、笋、糖、粉等物；籍田祠祭署支付面、酱、醋等物；南京光禄寺造酒。又定南京光禄寺孝陵四时荐新之物：
- 正月：韭菜、生菜、荠菜、鸡子、鸭子；
- 二月：芹菜、苔菜、蒌蒿、子鹅；
- 三月：茶、笋、鲤鱼；
- 四月：樱桃、杏子、青梅、王瓜、雉鸡、猪；
- 五月：桃子、李子、林檎、茄子、大麦仁、小麦面、小麦仁、嫩鸡；
- 六月：莲蓬、甜瓜、西瓜、冬瓜；
- 七月：枣子、葡萄、雪梨、鲜藕、芡实；
- 八月：藕、芋苗、茭白、嫩姜、粳米、粟米、穄米、鳜鱼；
- 九月：橙子、栗子、小红豆、砂糖、鳊鱼；
- 十月：柑子、橘子、山药、活兔、蜜；
- 十一月：甘蔗、鹿、獐、雁、荞麦面、小红豆、砂糖；
- 十二月：菠菜、芥菜、白鱼、鲫鱼。

南京户部及应天府每年付孝陵神宫监白熟粳米六十石、准糙粳米六十六石、糙粳米五百石、芝麻五十石、黄豆三百石、绿豆五十石、稻米四十石、稻谷六百石、小麦六十石、细稻草一万包、白盐三千斤。北京皇宫太监有罪者，发孝陵种菜，称“净军”。
明制，亲王之国过南京，官员以公事入城，必须谒陵。过陵犯禁及失礼者各有惩处。大明律规定谋毁山陵者以大逆罪论处，共谋不分首从皆凌迟，祖父、父、子、孙、兄、弟之子年十六岁上皆斩，幼子母女妻妾皆入官为奴。盗大祀神御用祭器、帷帐、玉帛、牲牢、馔具等，为大不敬，犯者斩。两者均属不赦之“十恶”。盗陵园树木者，杖、徒并用，罪重者斩。陵园外墙二十里以内取土、取石、开窑烧造、放火烧山、盗杀园鹿等，各治其罪，或杖责，或枷号，或发边远充军。擅入陵门者杖一百。
崇祯十四年（1641年）四月，崇祯帝因孝陵周围开窑、取石者甚多，下令礼部右侍郎蒋德璟赴南京、凤阳、泗州等地查看皇陵，又令成国公朱纯臣、新乐侯刘文炳、礼部尚书林欲楫三人赴南京，在下马坊旁边立“孝陵禁约碑”，重申陵禁。然而崇祯帝又令朱纯臣“大金门王道等处有枯槁树木，或雷火伤损，枯木即行移运”。翌年朱纯臣至南京，与王应华尽伐孝陵内枯木，木枯数百年者皆出为薪，发其根，下深数丈。孝陵枯木沿街贱售，南京有“皇帝伐卖祖宗坟树”之讥，而两年后崇祯帝即自缢。

### 清朝
顺治二年清灭南明后，豫亲王多铎曾下令设孝陵守陵太监二员，陵户四十名，拨给司香田地五百亩，命灵谷寺僧修理。但此后南京土著纷纷盗伐孝陵树木。明朝神宫监监户散亡，原孝陵卫士兵多以陵园为畜牧种菜之所。
康熙三十八年曾在明孝陵立“治隆唐宋”碑，并命令江宁织造曹寅监修明陵。雍正七年命江宁有司防护明太祖陵。乾隆十六年革孝陵司香太监，留陵户看守。嘉庆三年五月诏修明孝陵。

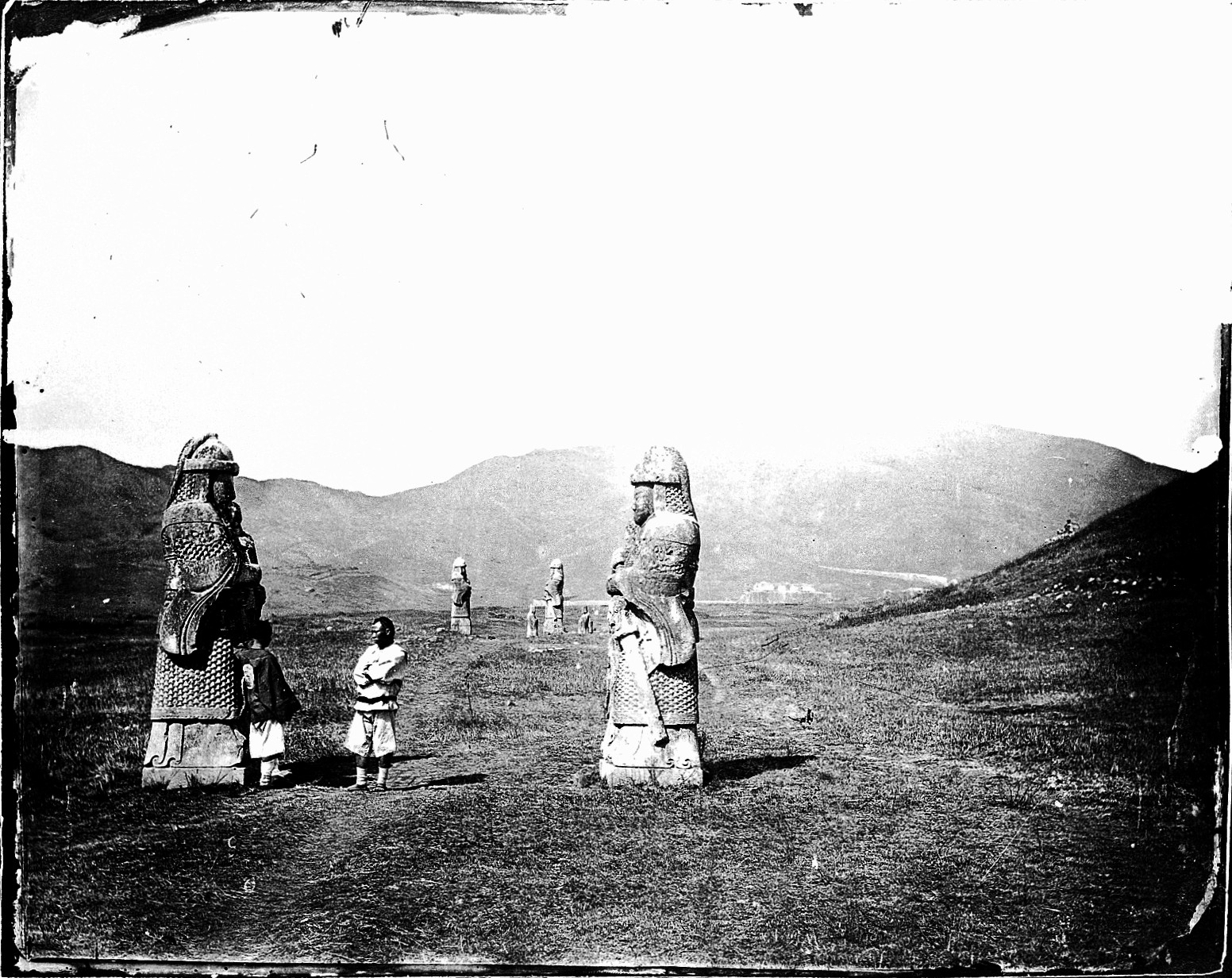
清末时明孝陵的一神道

咸豐三年太平天国攻打江宁，戰火幾乎讓明孝陵地表建筑毀于一旦，神功圣德碑亭、享殿门、享殿、配殿、明楼屋顶全部焚毁，墙垣多有垮塌，康熙手書的御碑也倒地破碎。
同治三年（1864年）九月，曾國藩奉詔祭陵，准备著手修复明孝陵。曾國藩派員勘估，并编订《金陵善后局估勘兴修孝陵工料数目名册》。修复项目包括享殿、碑亭、棂星门、石桥、明代御制碑等，享殿木料用杉木。经估算，明孝陵維修工程，包括木料、砖瓦、石料及工费等，共需白銀十二万两。但是清朝財政拮据，結果最後只是在同治十二年建守陵房屋三间，修补围墙，安设栅栏，并做了一些小维修，共用工料费湘平银七百四十两五钱四分。

### 中华人民共和国
2006年，中山陵园管理局委托东南大学对明楼进行监测，结果发现明楼砖墙因为雨水侵蚀，墙体饰面剥落、砖块间黏合剂外溢呈乳胶状。2007年，中山陵园管理局宣布复建明孝陵明楼。2008年2月国家文物局批准了此计划，6月15日开工建设，2009年7月3日完工。

## 民间传说
明清时民间相传，朱元璋出殡的时候，同时有相同的棺木从南京各个城门出去，以迷惑盗墓者，又传真身葬朝天宮。

## 交通

### 公共汽车
| 明孝陵、明孝陵停车场 | 明孝陵、明孝陵停车场 | 明孝陵、明孝陵停车场 | 明孝陵、明孝陵停车场 | 明孝陵、明孝陵停车场               |
| 编号                 | 路线                 | 路线                 | 路线                 | 备注                               |
| -------------------- | -------------------- | -------------------- | -------------------- | ---------------------------------- |
| B16祭扫专线          | 雨花台南大门         | ⇆                    | 普觉寺               | 仅清明节前的双休日及清明节期间运行 |
| 20                   | 莫愁湖公园西门       | →                    | 明孝陵停车场         |                                    |
| 20                   | 莫愁新寓             | ←                    | 明孝陵停车场         |                                    |
| 20观光区间           | 明孝陵停车场         | ⇆                    | 白马公园             | 仅节假日服务                       |
| 315                  | 南京站·北广场东      | →                    | 南湾营南             | 合并原 203（第一代）               |
| 315                  | 南京站·北广场东      | ←                    | 马高路西             | 合并原 203（第一代）               |
| 315区间              | 明孝陵停车场         | ⇆                    | 南京站·北广场东      | 仅节假日服务                       |

### 地铁
南京地铁二号线苜蓿园站往北走700米即可到达。

## 图集

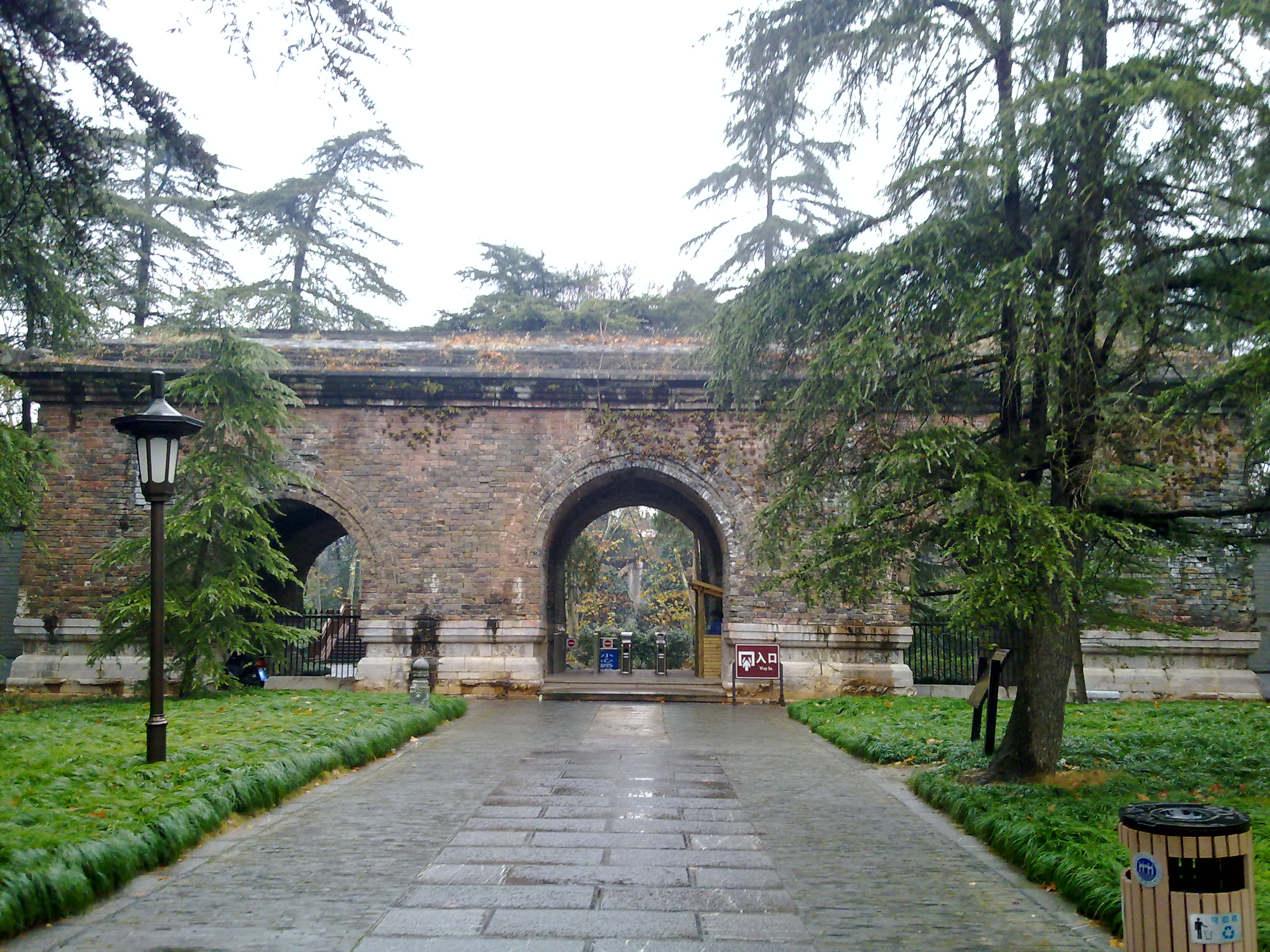
明孝陵大金门
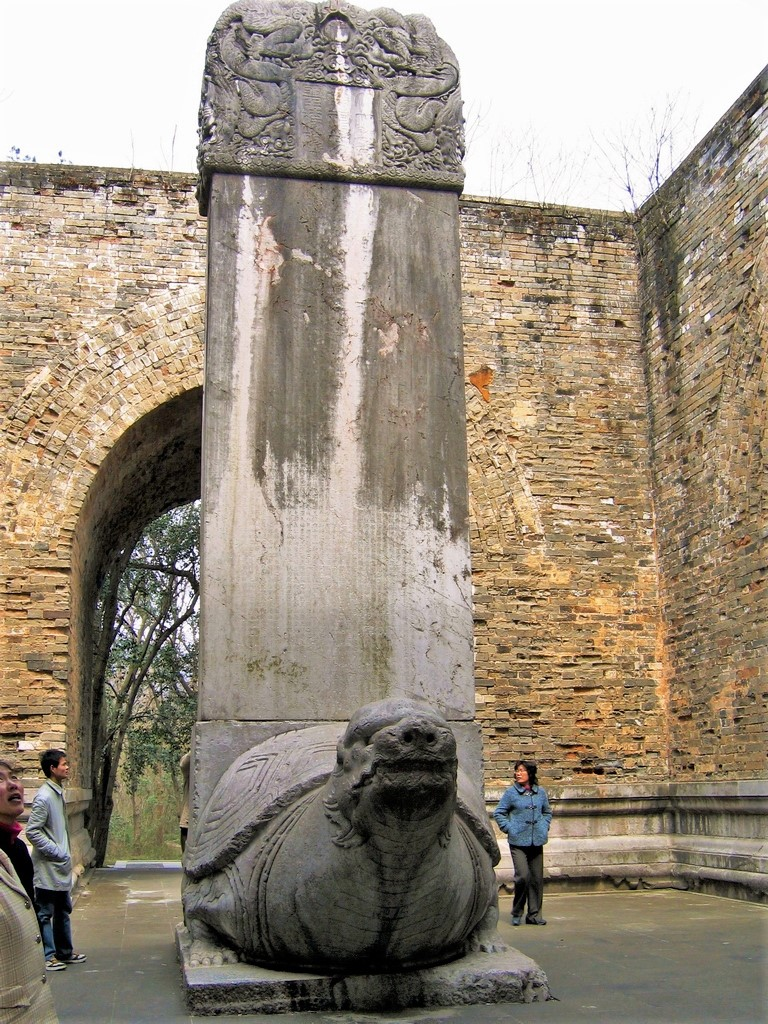
明孝陵神功聖德碑碑亭
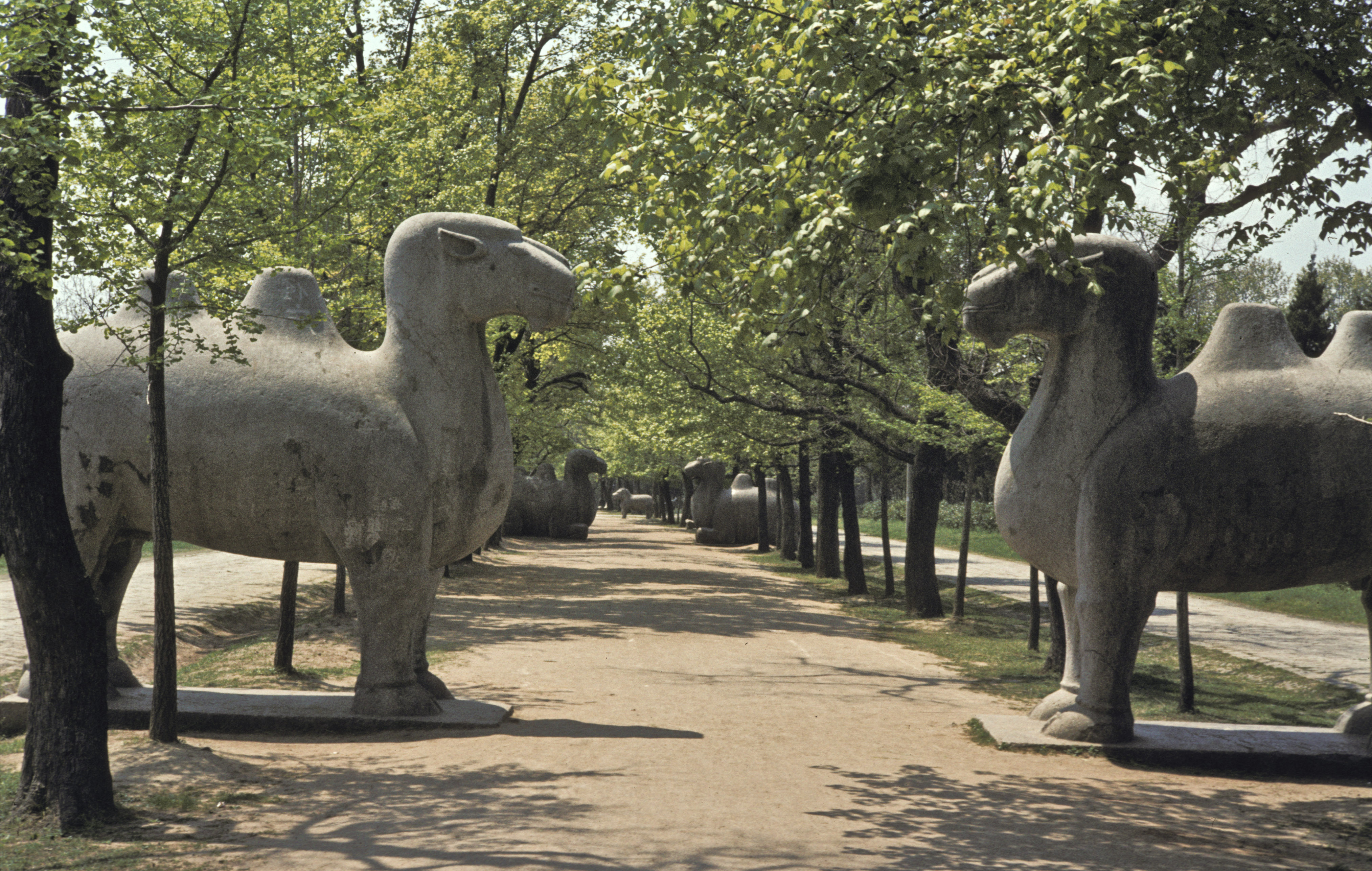
明孝陵神道
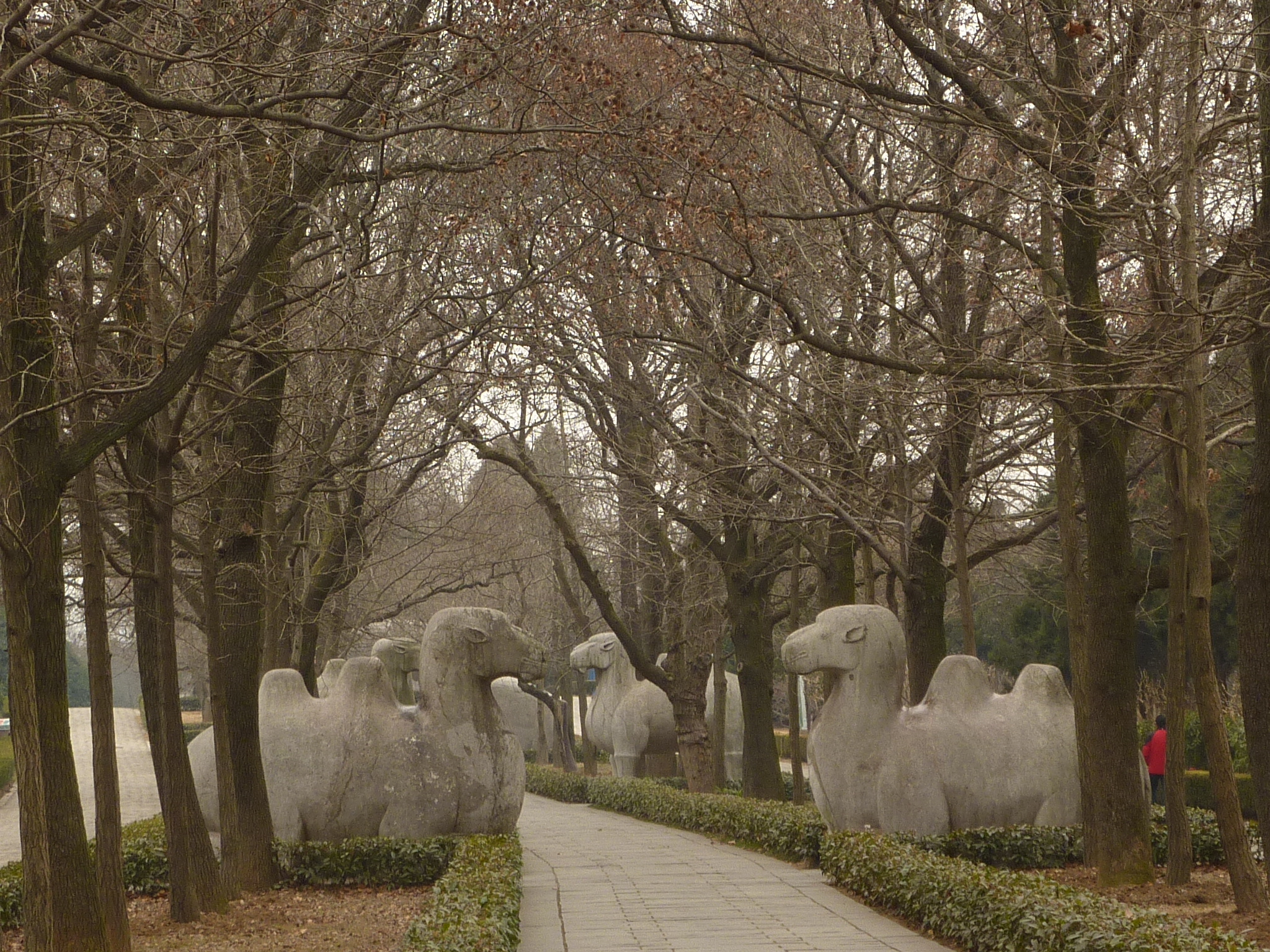
明孝陵石象路
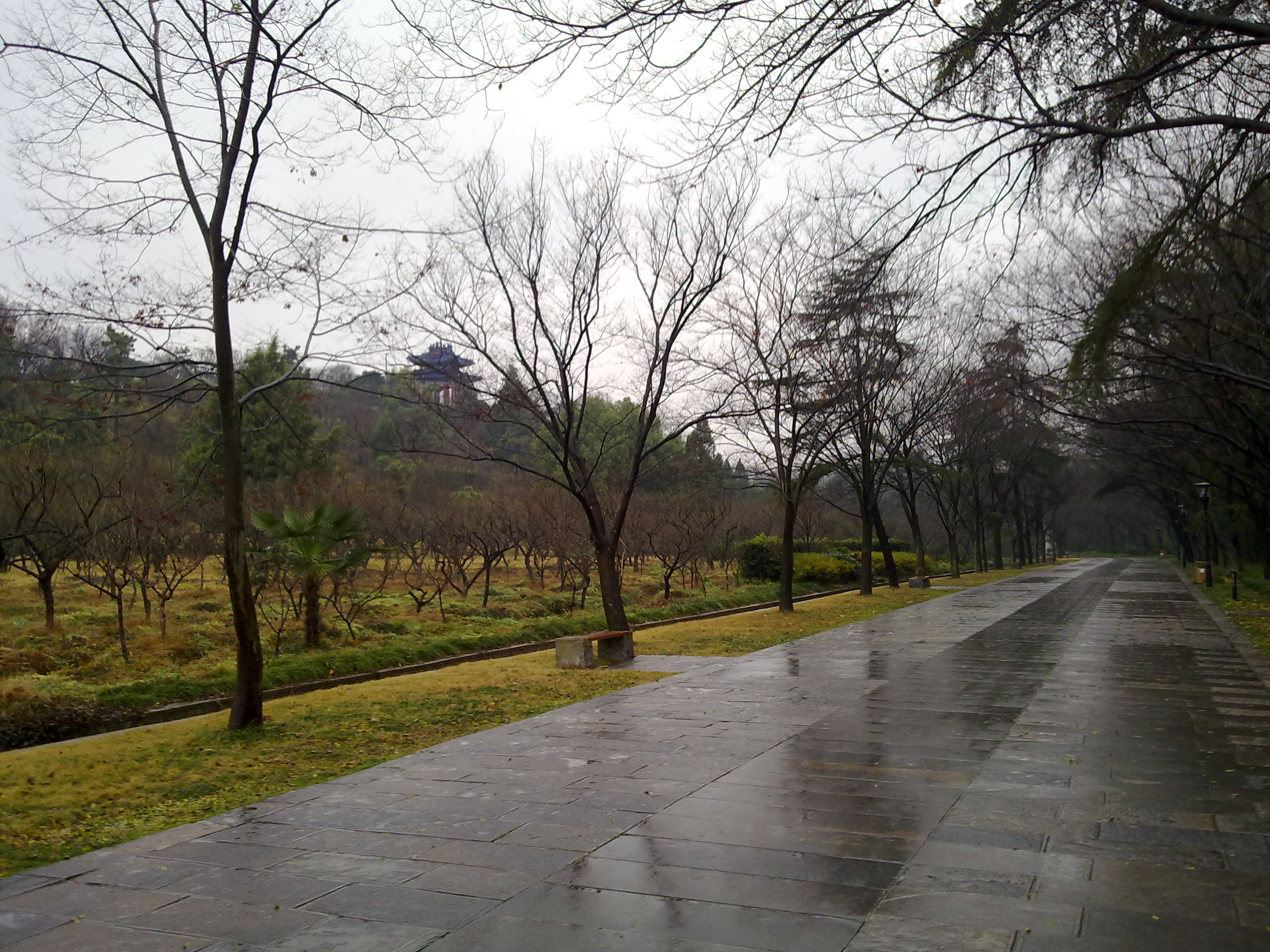
梅花山
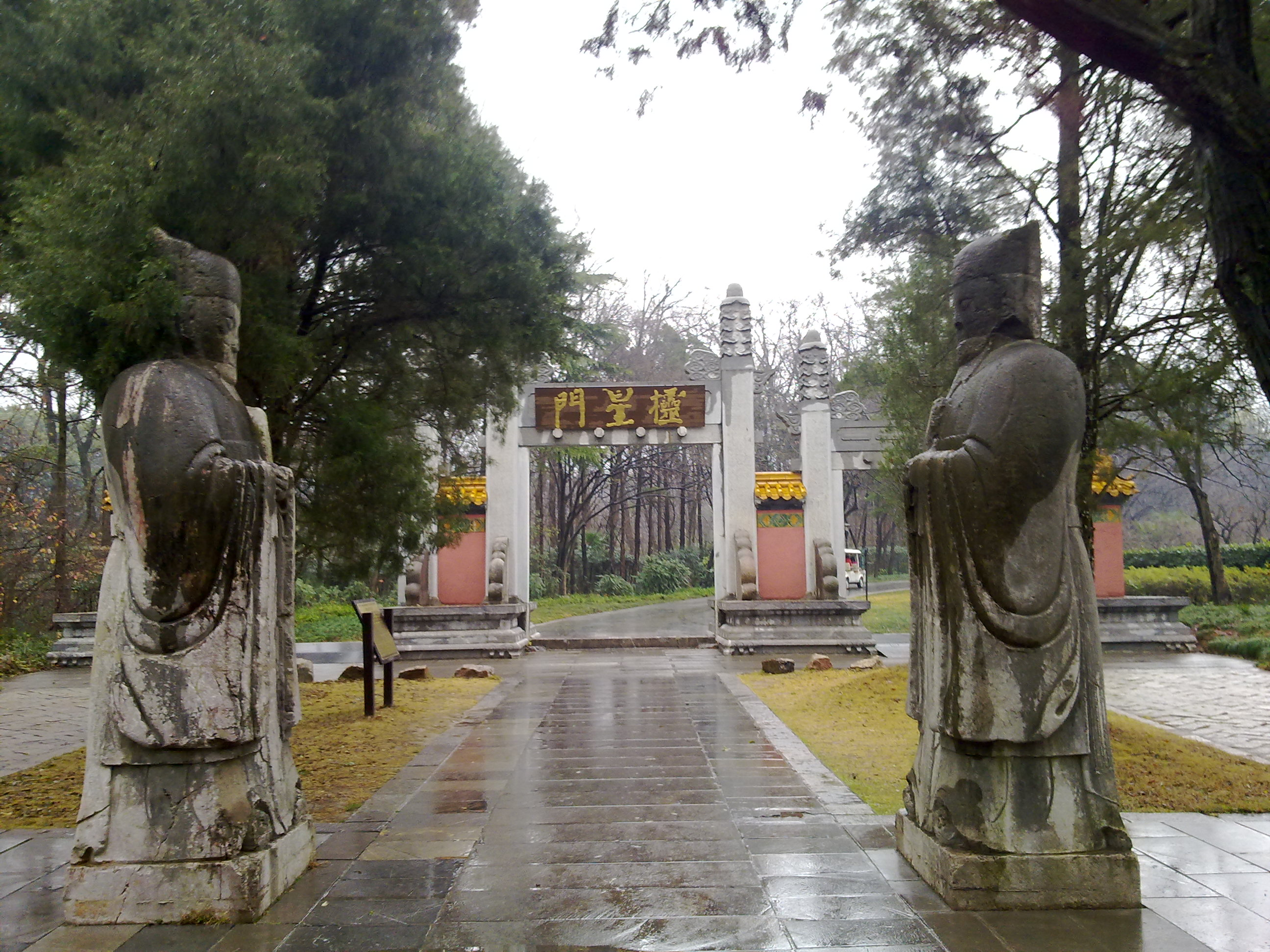
明孝陵棂星门
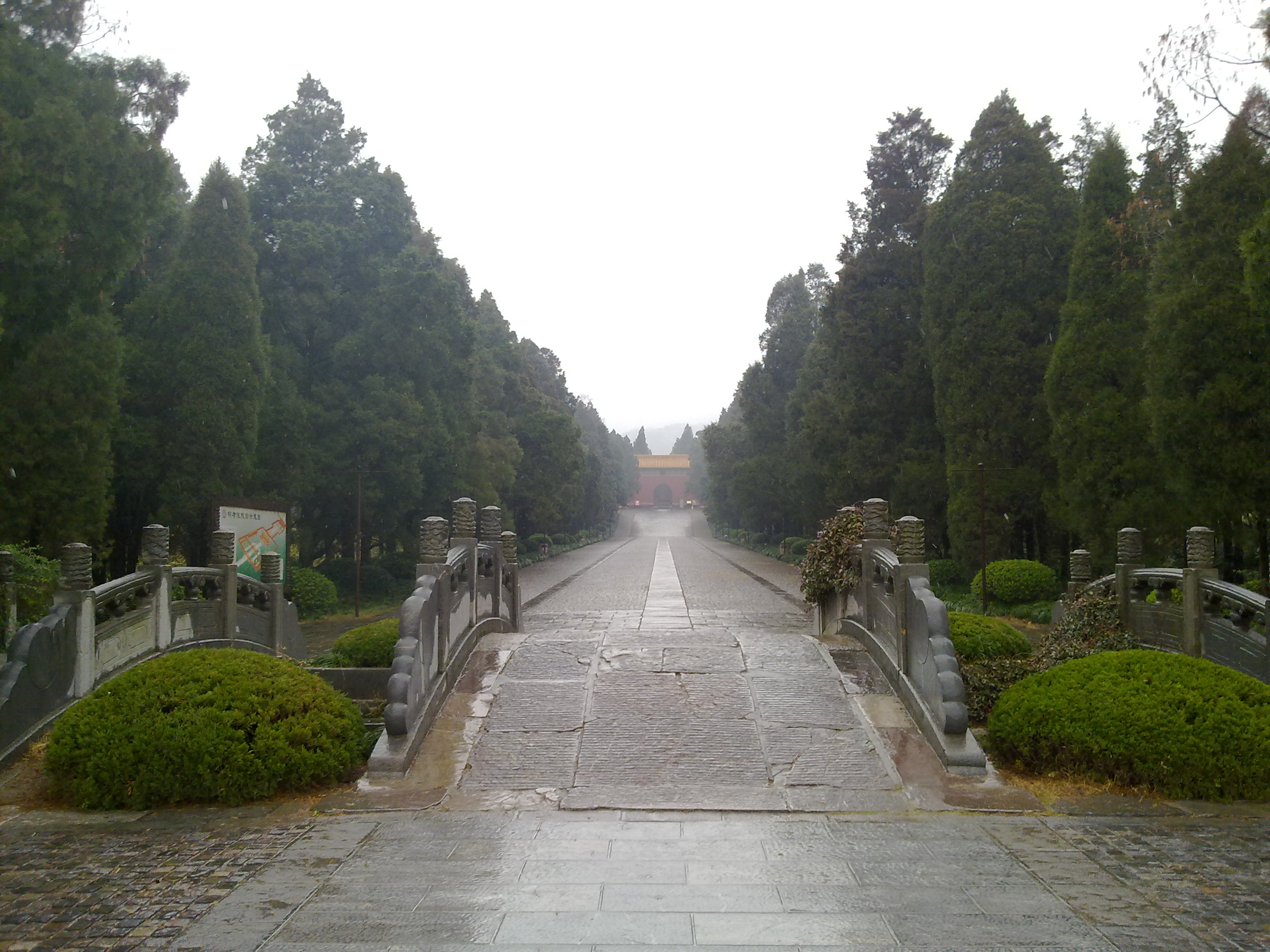
明孝陵金水桥
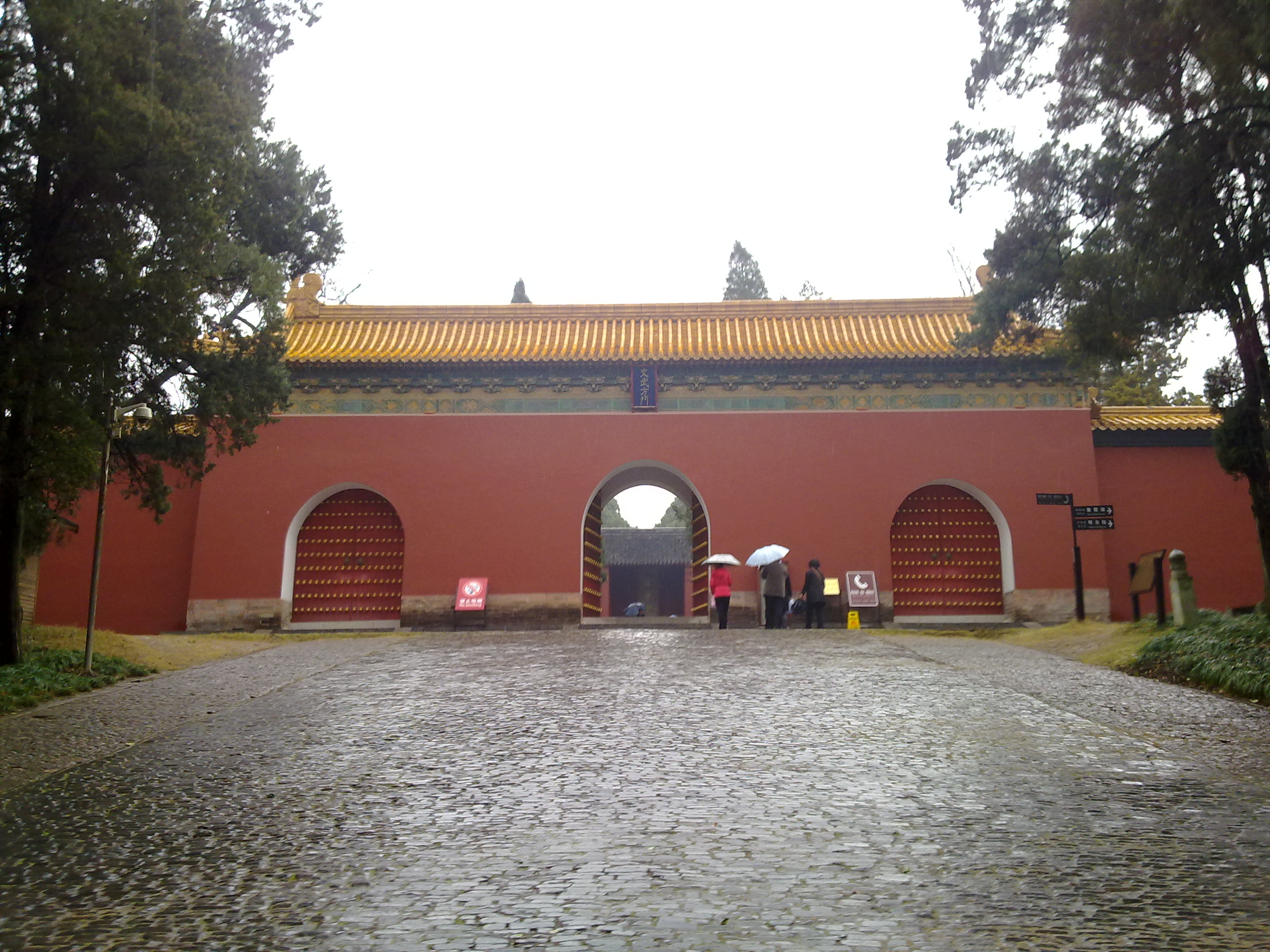
明孝陵文武方门
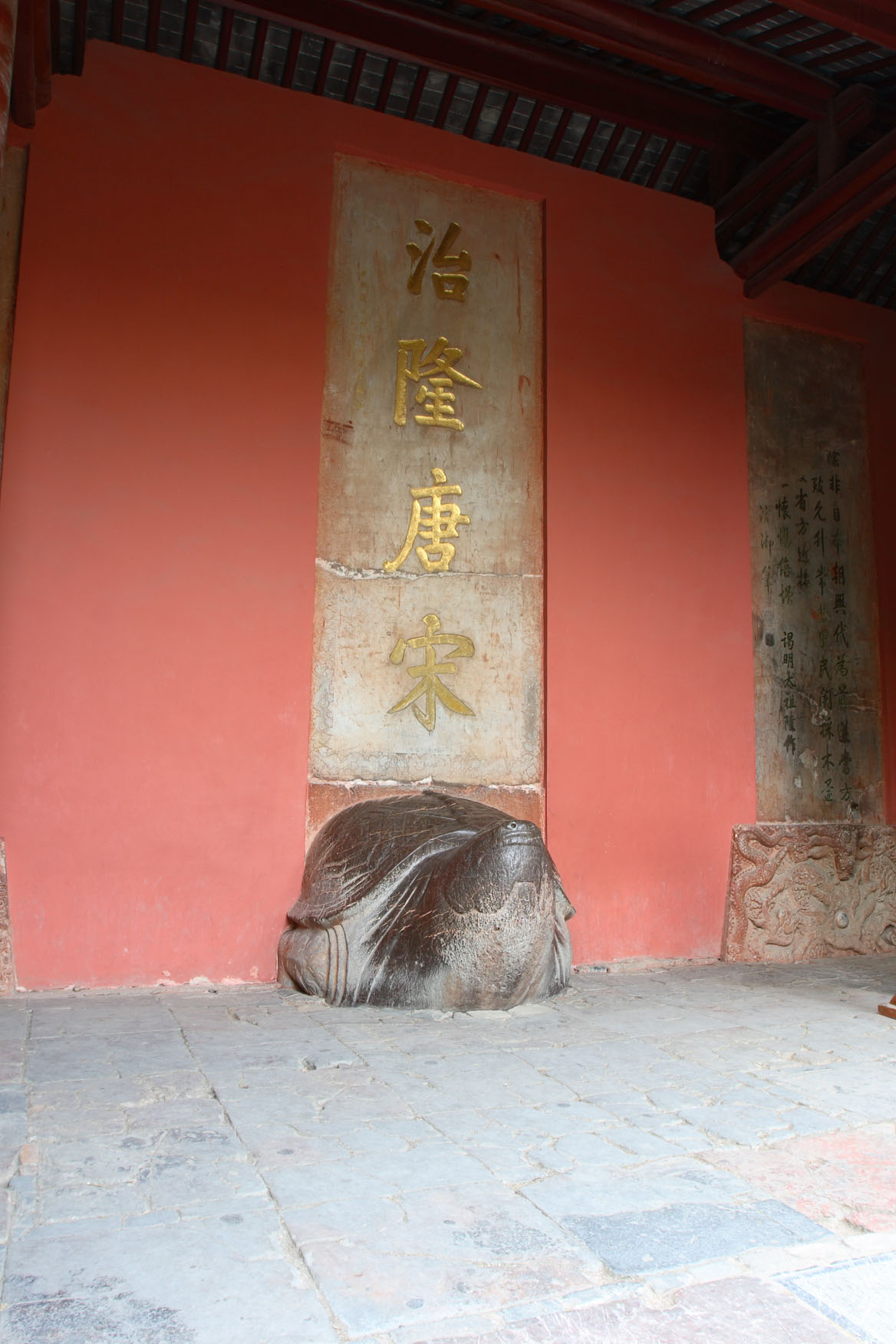
康熙题写的「治隆唐宋」御碑
明孝陵享殿中央御路石陛
明孝陵享殿殿陛
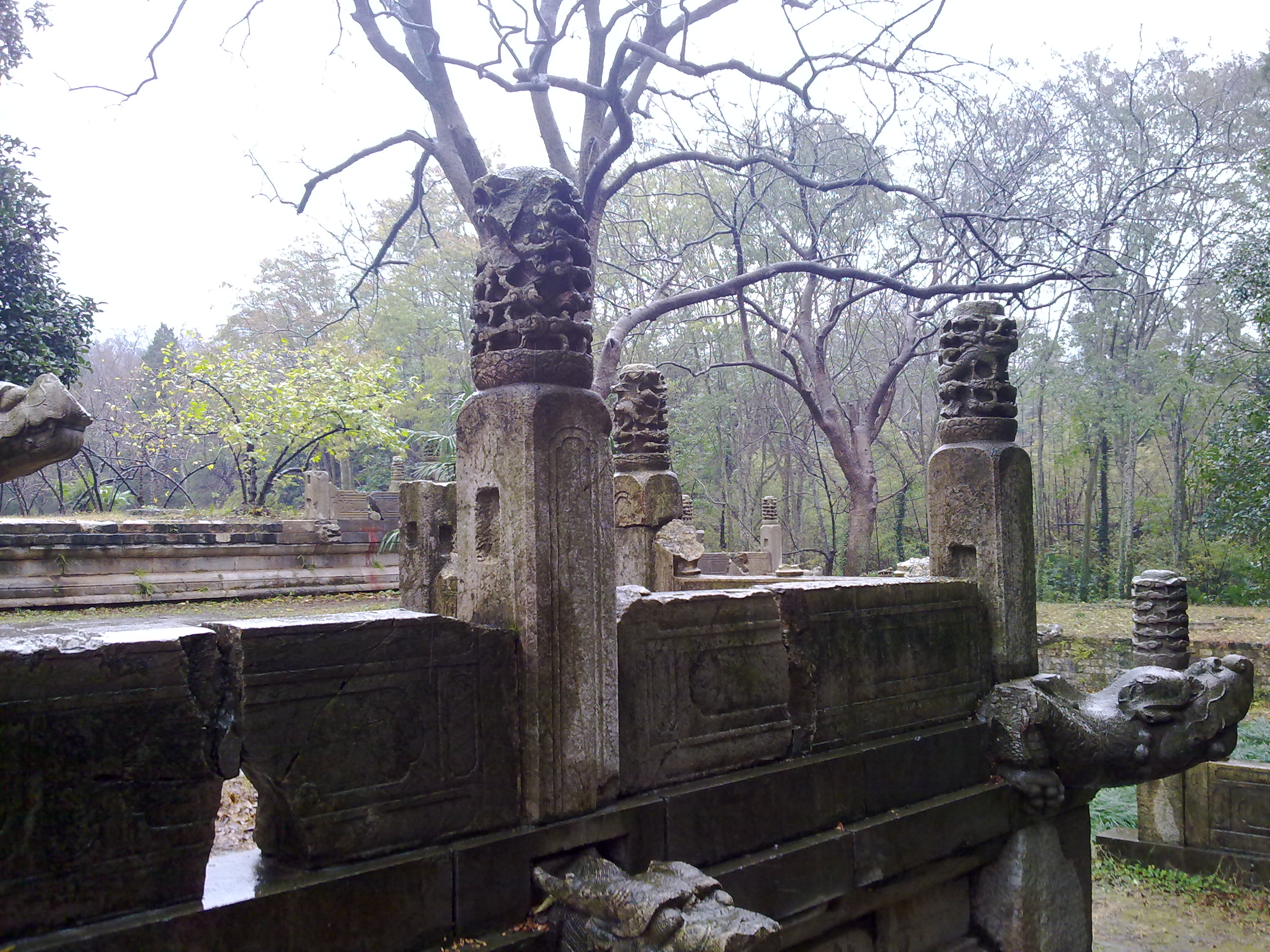
明孝陵享殿望柱及栏板
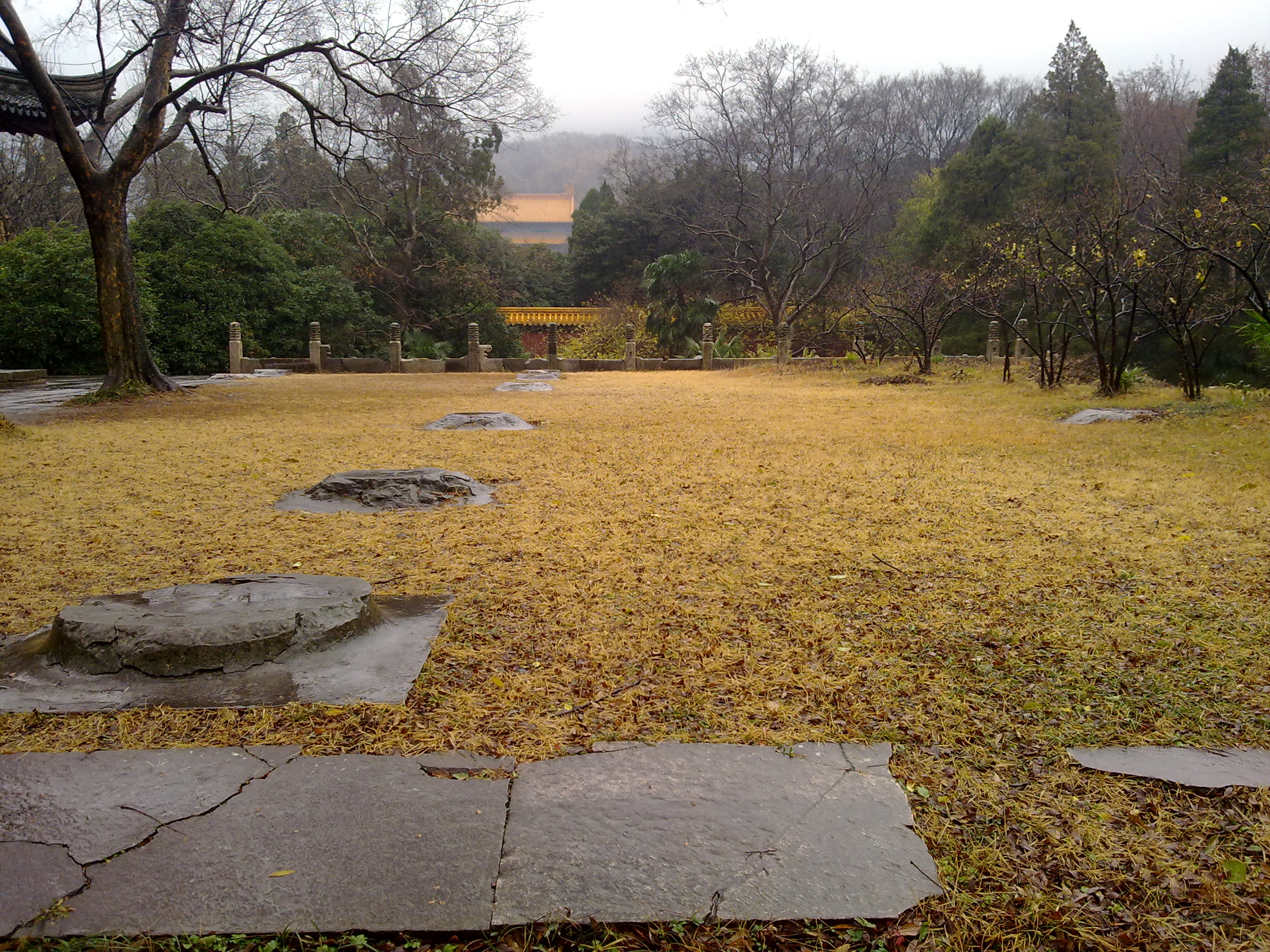
明孝陵享殿遗址柱础
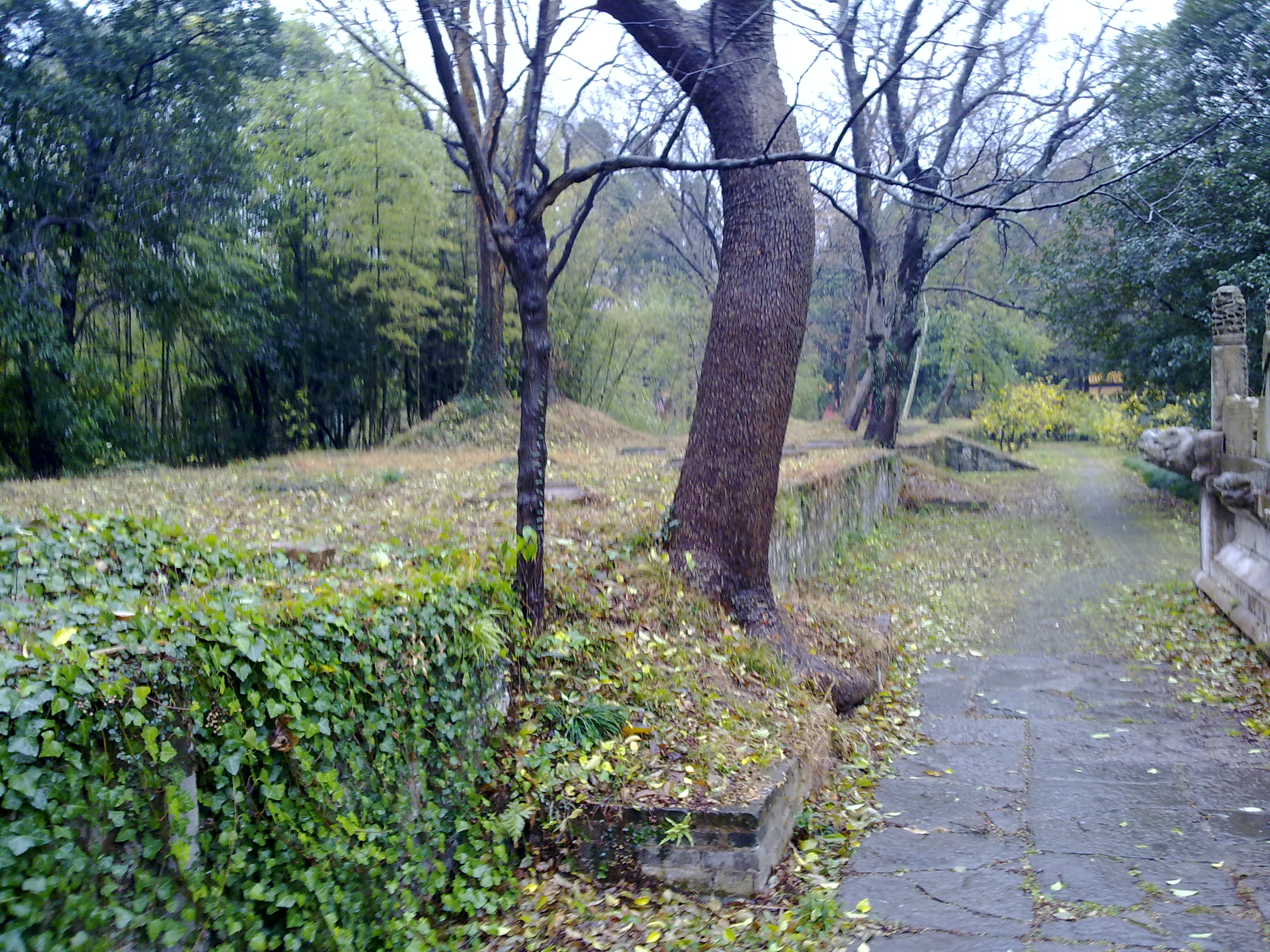
明孝陵配殿遗址
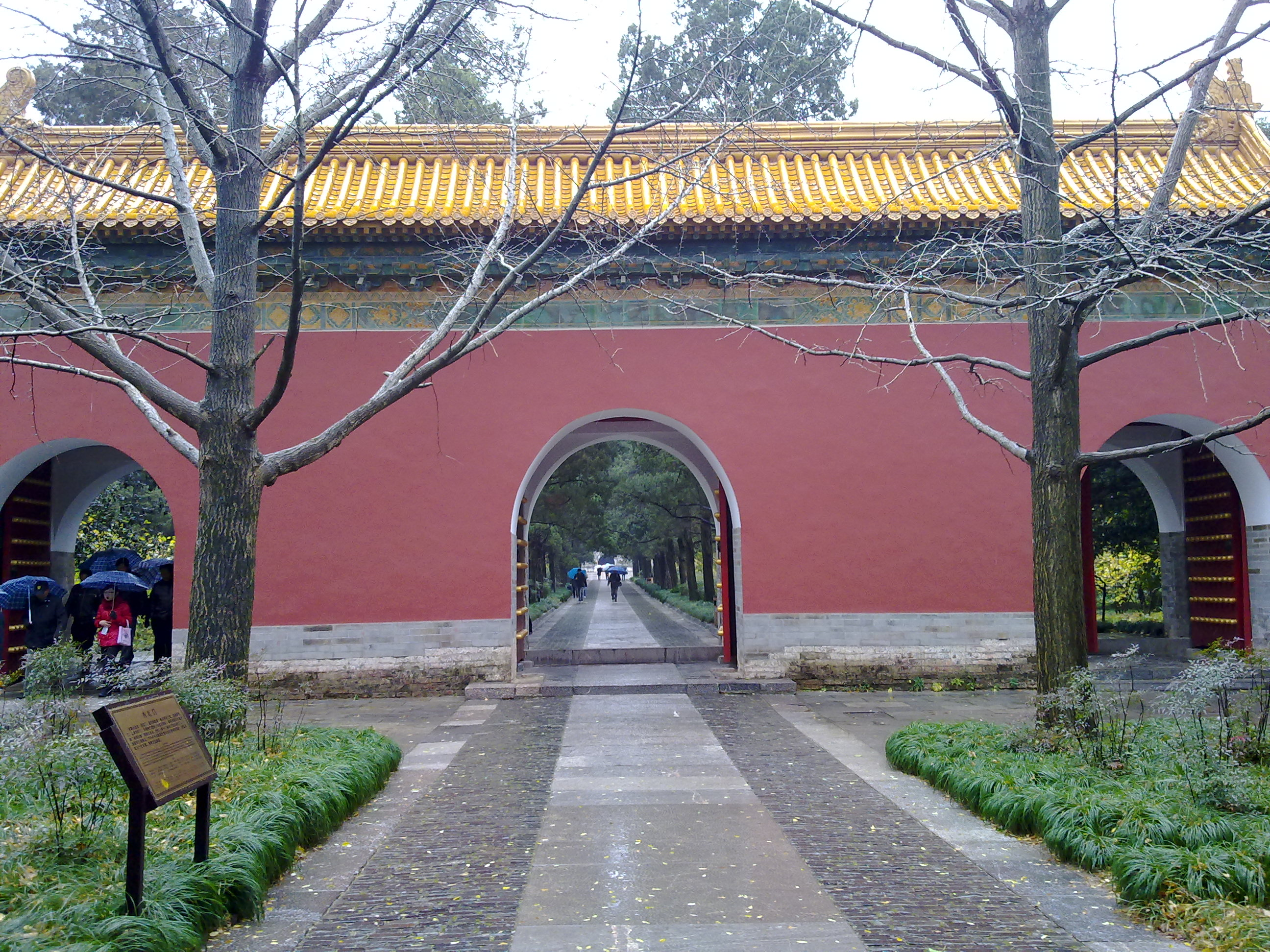
明孝陵内红门
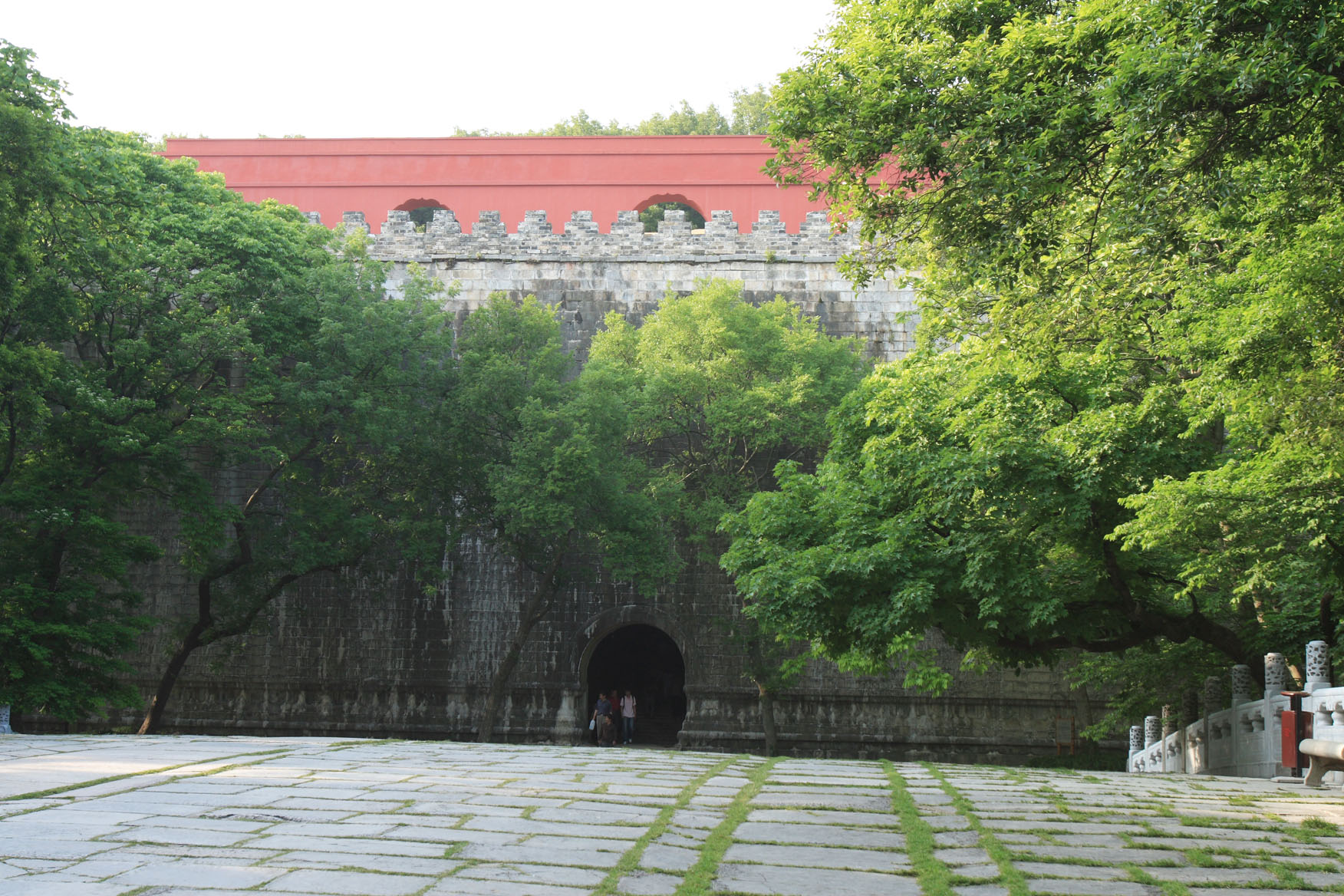
明孝陵宝城明楼 （修复前）
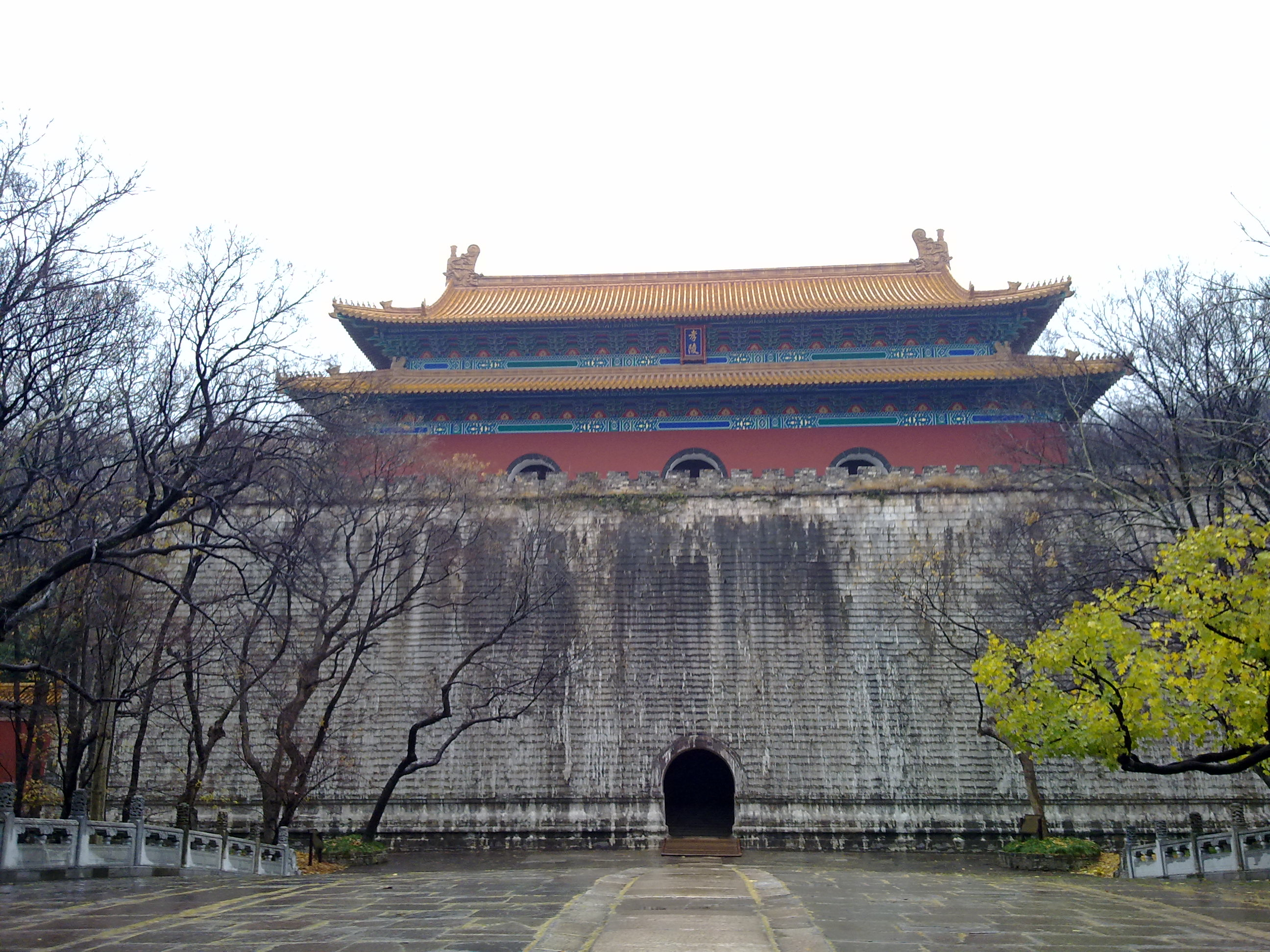
明孝陵宝城明楼 （修复后）
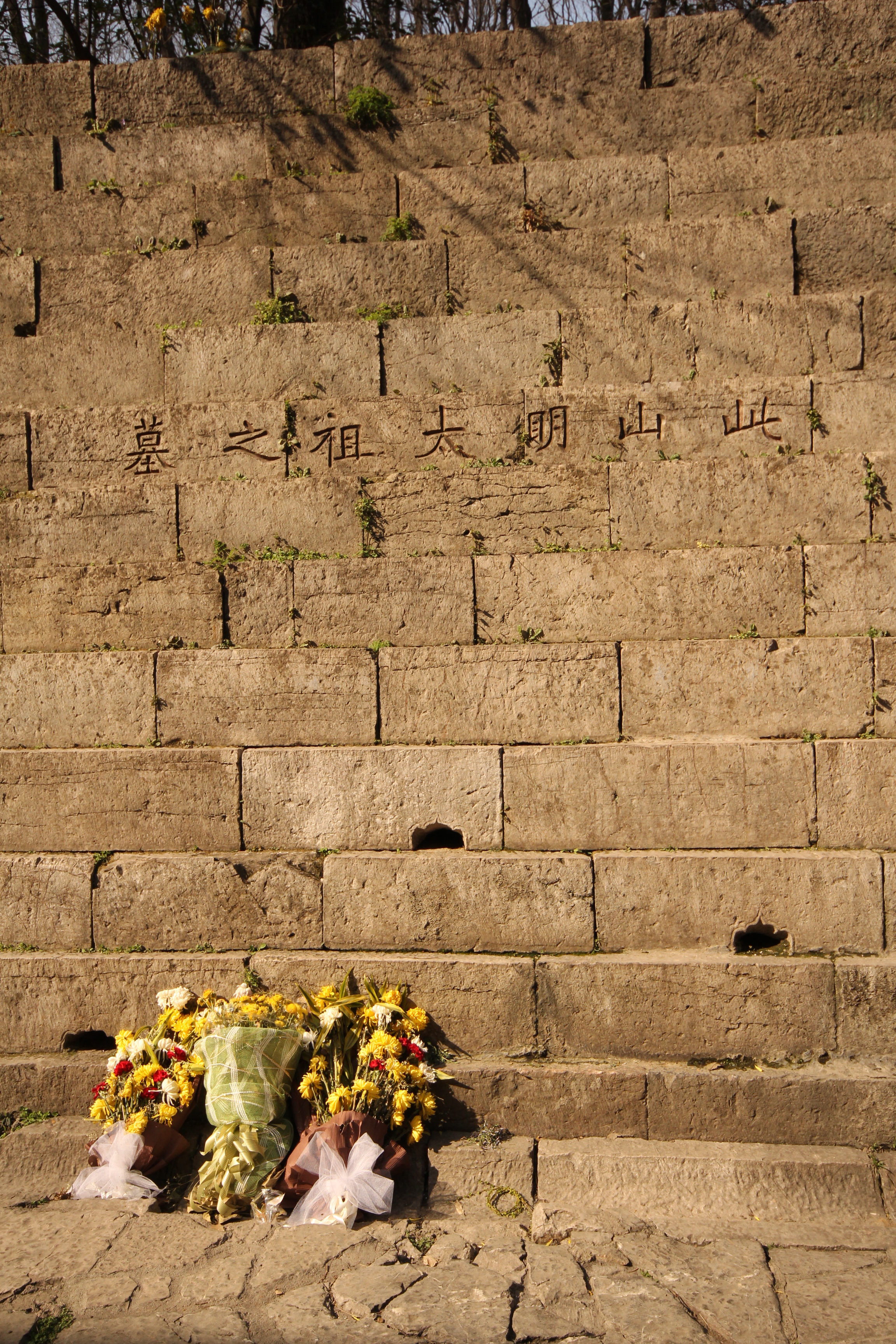
“此山明太祖之墓”誌石
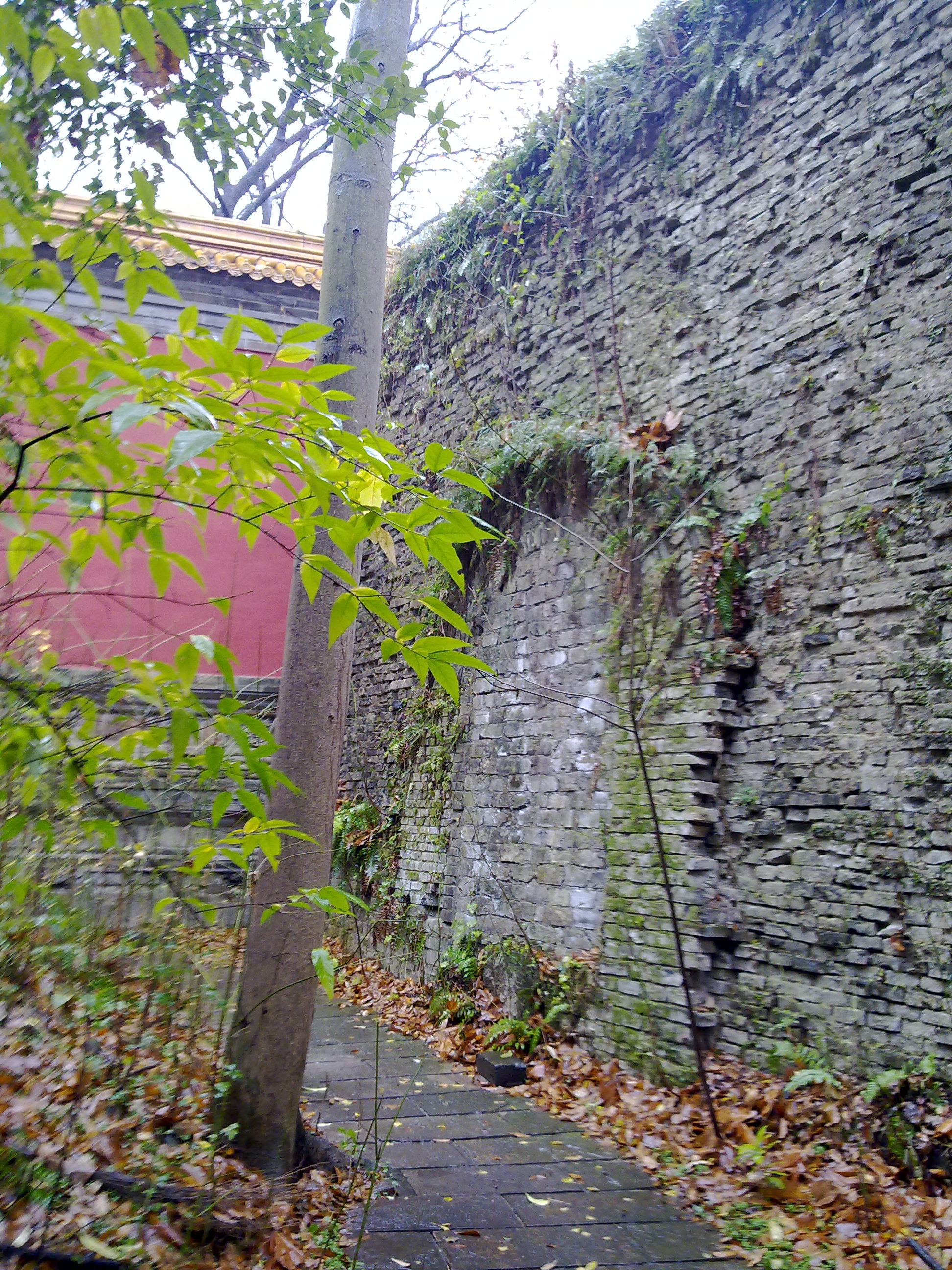
明孝陵宝城上的门券遗址
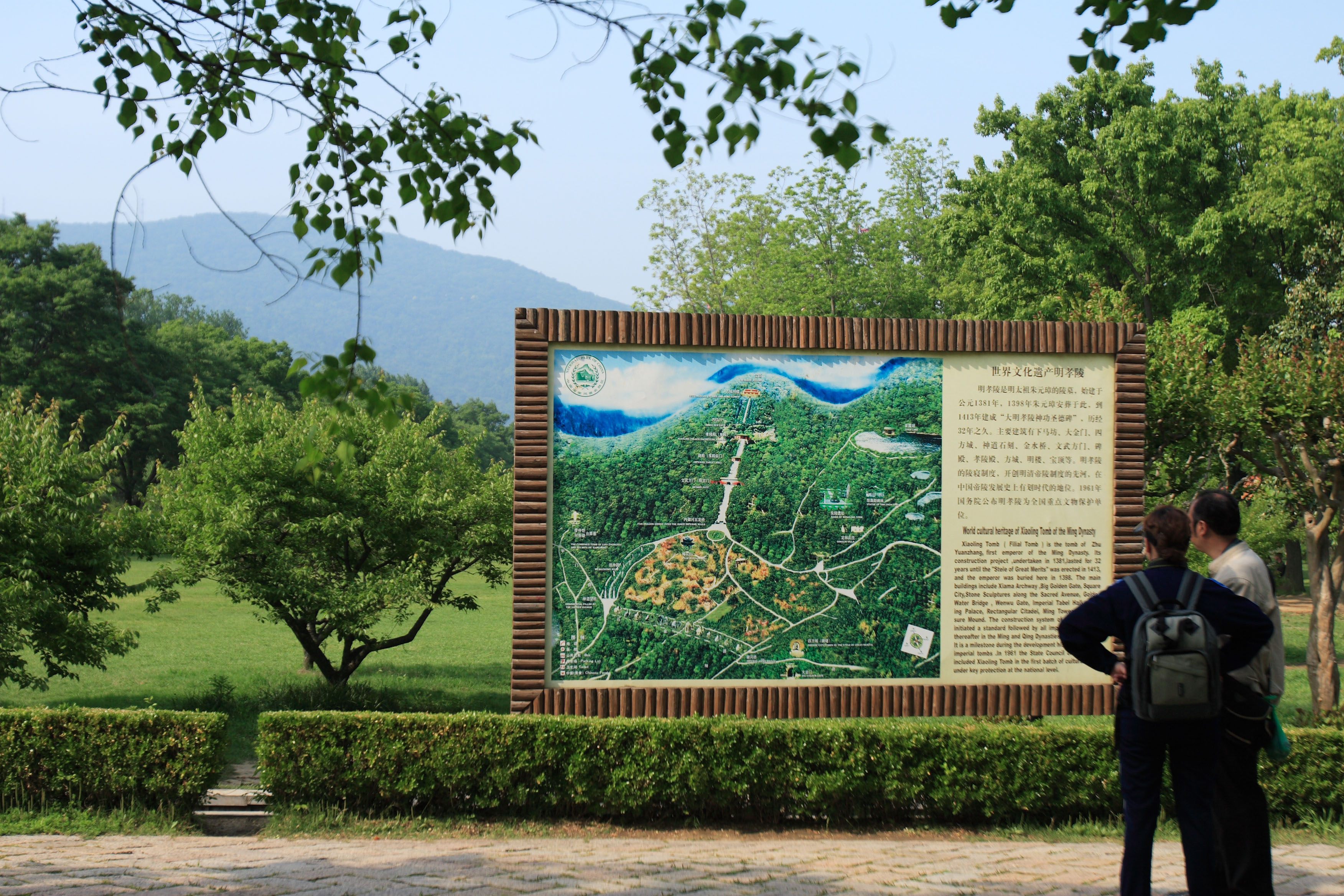
明孝陵地图及简介
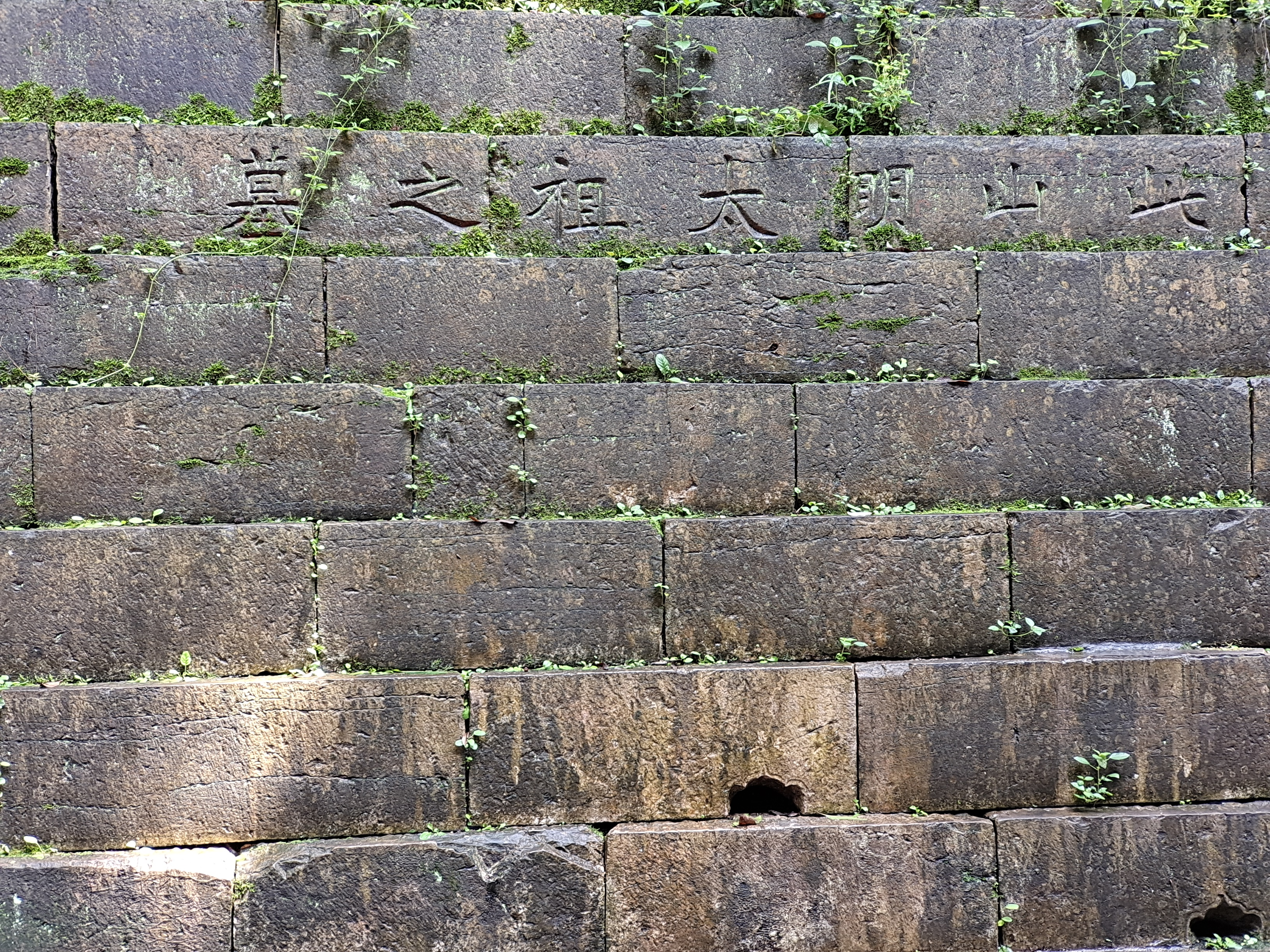
石刻“此山明太祖之墓”

### 引用
1. 1 2 3 4  明实录《太祖高皇帝实录》
2. 1 2  《明孝陵志》卷二·形制
3. 1 2 3 4  《明孝陵志》卷五·守缮
4. 1 2 3  《明代帝王陵墓制度研究》
5. ↑  《明通志》
6. ↑  《明史·职官志》；《大明会典》“南京兵部职方清吏司”条
7. ↑  记者：施向辉. . 现代快报多媒体数字报刊平台. 2011-06-12  [2023-06-04]. （原始内容存档于2023-06-04） （简体中文）.
8. 1 2  记者：于峰. 责任编辑：罗伯特 , 编. . 中国新闻网，来源：金陵晚报. 2017-04-18  [2023-06-13]. （原始内容存档于2023-06-13） （简体中文）.
9. 1 2 3  邵磊. . 文物 (北京市: 文物出版社). 2014, (2014年第9期): 46—57  [2023-06-15]. ISSN 0511-4772 （简体中文）.
10. ↑  （明）俞本撰《明兴野记》卷下
11. ↑  《明孝陵志》卷三·丧葬
12. ↑  爱玲 (编). . 新浪网，来源：南京报业网，金陵晚报. 2004-11-25  [2023-06-20]. （原始内容存档于2023-06-19） （简体中文）.
13. ↑  《明史·李新传》
14. ↑  《大明会典》祠祭清吏司、南京太常寺诸条
15. ↑  《明孝陵志》卷五·守缮，引《广阳杂记》、《梦忆》、蒋德璟《勘察皇陵纪》等书
16. ↑  《明孝陵志》，引《善后工程局委员造呈监修明陵房屋围墙添做栅栏工程领用木植料物各款银钱细数清册》
17. 1 2  . 中国江苏网. 2007-02-02  [2014-08-01]. （原始内容存档于2014-08-08）.
18. ↑  . 2008-02-05  [2014-08-01]. （原始内容存档于2014-08-09）.
19. ↑  . 新华网江苏频道. 2008-06-16  [2014-08-01]. （原始内容存档于2014-08-08）.
20. ↑  . 新华网. 2009-07-03  [2014-08-01]. （原始内容存档于2014-08-08）.
21. ↑  . 新华网. 2009-07-03  [2014-08-01]. （原始内容存档于2014-08-08）.
22. ↑  . 现代快报. 2009-07-04  [2014-08-01]. （原始内容存档于2014-08-08）.